# 에밋 킹
에밋 킹(Emmit King, 1959년 3월 24일 ~ )은 전 미국의 단거리달리기 선수로 2번이나 하계 올림픽(1984년과 1988년)을 위하여 미국 릴레이 팀의 멤버로 선발되었지만 나가지 않았다.
앨라배마주 베서머에서 태어난 킹은 1983년 세계 육상 선수권 대회에서 100m 경주 동메달을 획득하기로 가장 잘 알려졌다.
그는 1986년 6월 17일 플로리다주 탬파에서 열린 대회에서 100m의 개인 전력 10.4초를 세웠다.
앨라배마 대학교에서 수학하는 동안에 키은 10.15초와 함께 1983년 NCAA 100m 국내 챔피언이 되었다.

## 참고 자료
- (영어) 에밋 킹 - 국제 육상 경기 연맹
- US Olympic Team